# Japonská pouliční móda
Japonská pouliční móda (japonsky 日本のストリートファッション, Nihon no sutoreeto fasshon), (anglicky Japanese street fashion), nazývaná též harajuku  (japonsky japonsky 原宿ファッション, harajuku fasshon), je souhrnným označením mnoha stylů, které se vyznačují neobvyklými kombinacemi, výraznými doplňky, parukami a silným make-upem. Harajuku se jí říká podle stejnojmenné čtvrti v Tokiu, která je významným střediskem módy v Japonsku. Japonské pouliční módě se věnuje japonský magazín Fruits, jednotlivé styly ale mají často své vlastní magazíny.

## Rozdělení stylů

### Lolita
Lolita je styl převážně mladých dívek, které se snaží vypadat jako porcelánové panenky. Je inspirovaný viktoriánskou módou.

### Yume kawaii a yami kawaii
Yume kawaii je styl založený na roztomilosti (japonsky 可愛い, kawaii). Styl se vyznačuje pastelovými barvami, volánky a iluzí roztomilosti a nevinnosti. Z něj vychází yami kawaii, který má velký společenský přesah. Kombinuje roztomilé pastelové prvky s prvky, které připomínají styl emo - obvazy, injekční stříkačky, oprátky a depresivní nápisy. Tento styl se snaží upozornit na to, že jedinec má psychické problémy, což je v Japonsku velké tabu.

### Decora
Decora je styl, který se vyznačuje kombinacemi výrazných barev a především abnormálně velkým množstvím barevných doplňků.

### Ostatní styly
Pod harajuku spadá velké množství dalších stylů, například:
- Gyaru
- Ganguro
- Kogal
- Bōsōzoku
- Visual kei